# Santiago Casilla

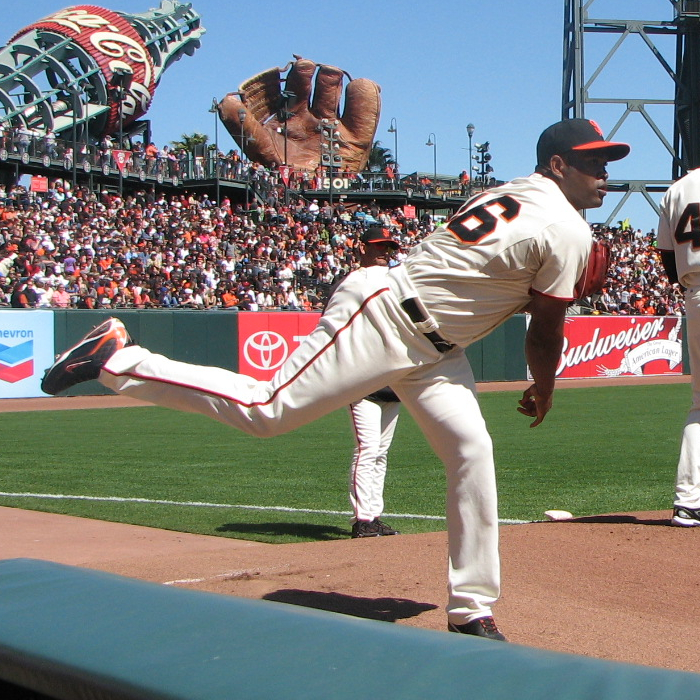

Santiago Casilla (25 de junho de 1980) é um jogador profissional de beisebol estadunidense.

## Carreira
Santiago Casilla foi campeão da World Series 2010 jogando pelo San Francisco Giants.